# Сигетаць
Сигетаць (хорв. Sigetac) — населений пункт у Хорватії, в Сисацько-Мославинській жупанії у складі міста Новська.

## Населення
Населення за даними перепису 2011 року становило 122 осіб.
Динаміка чисельності населення поселення:

## Клімат
Середня річна температура становить 11,25 °C, середня максимальна – 25,58 °C, а середня мінімальна – -5,37 °C. Середня річна кількість опадів – 921 мм.
| Клімат поселення                              | Клімат поселення | Клімат поселення | Клімат поселення | Клімат поселення | Клімат поселення | Клімат поселення | Клімат поселення | Клімат поселення | Клімат поселення | Клімат поселення | Клімат поселення | Клімат поселення | Клімат поселення |
| Показник                                      | Січ.             | Лют.             | Бер.             | Квіт.            | Трав.            | Черв.            | Лип.             | Серп.            | Вер.             | Жовт.            | Лист.            | Груд.            |                  |
| Середній максимум, °C                         | 7,16             | 9,00             | 13,28            | 17,78            | 22,40            | 25,58            | 24,49            | 23,70            | 20,08            | 15,24            | 9,83             | 5,59             |                  |
| Середня температура, °C                       | 0,90             | 2,75             | 7,01             | 11,51            | 16,13            | 19,35            | 20,91            | 20,12            | 16,49            | 11,64            | 6,24             | 1,99             |                  |
| Середній мінімум, °C                          | −5,37            | −3,5             | 0,76             | 5,26             | 9,88             | 13,08            | 17,30            | 16,51            | 12,90            | 8,05             | 2,65             | −1,6             |                  |
| Норма опадів, мм                              | 58               | 54               | 63               | 76               | 82               | 93               | 85               | 87               | 80               | 83               | 89               | 71               |                  |
| Середньомісячна швидкість вітру, м/с          | 1.70             | 1.90             | 2.30             | 2.20             | 2.00             | 1.89             | 1.80             | 1.69             | 1.66             | 1.70             | 1.70             | 1.76             |                  |
| Середньомісячна сонячна радіація, кДж/м²·день | 4322             | 7098             | 10931            | 15375            | 19646            | 21966            | 22731            | 19921            | 14735            | 9164             | 4834             | 3538             |                  |
| --------------------------------------------- | ---------------- | ---------------- | ---------------- | ---------------- | ---------------- | ---------------- | ---------------- | ---------------- | ---------------- | ---------------- | ---------------- | ---------------- | ---------------- |
| Джерело:                                      |                  |                  |                  |                  |                  |                  |                  |                  |                  |                  |                  |                  |                  |